# توماس الأول. غيورين
توماس الأول. غيورين هو سياسي أمريكي، ولد في 28 يونيو 1903، وتوفي في 12 أكتوبر 1956.